# Poecilopsis brooksi
Poecilopsis brooksi är en fjärilsart som beskrevs av Harrison. Poecilopsis brooksi ingår i släktet Poecilopsis och familjen mätare. Inga underarter finns listade i Catalogue of Life.